# 石羊哨乡
石羊哨乡，是中华人民共和国湖南省怀化市麻阳苗族自治县下辖的一个乡镇级行政单位。

## 行政区划
石羊哨乡下辖以下地区：
新田村、新建村、木枝溪村、松溪坪村、洞溪村、李家村、岩落寨村、谭公冲村、通达林村、三塘村、峦潭村和跃马寨村。